# Lundåkra
Lundåkra var före 2015 en av SCB avgränsad och namnsatt småort vid Lundåkrabukten i Hofterups socken i Kävlinge kommun. Småorten upphörde 2015 när området växte samman med småorten Järavallen för att bilda tätorten Järavallen.